# 비바 (간선 급행 버스)

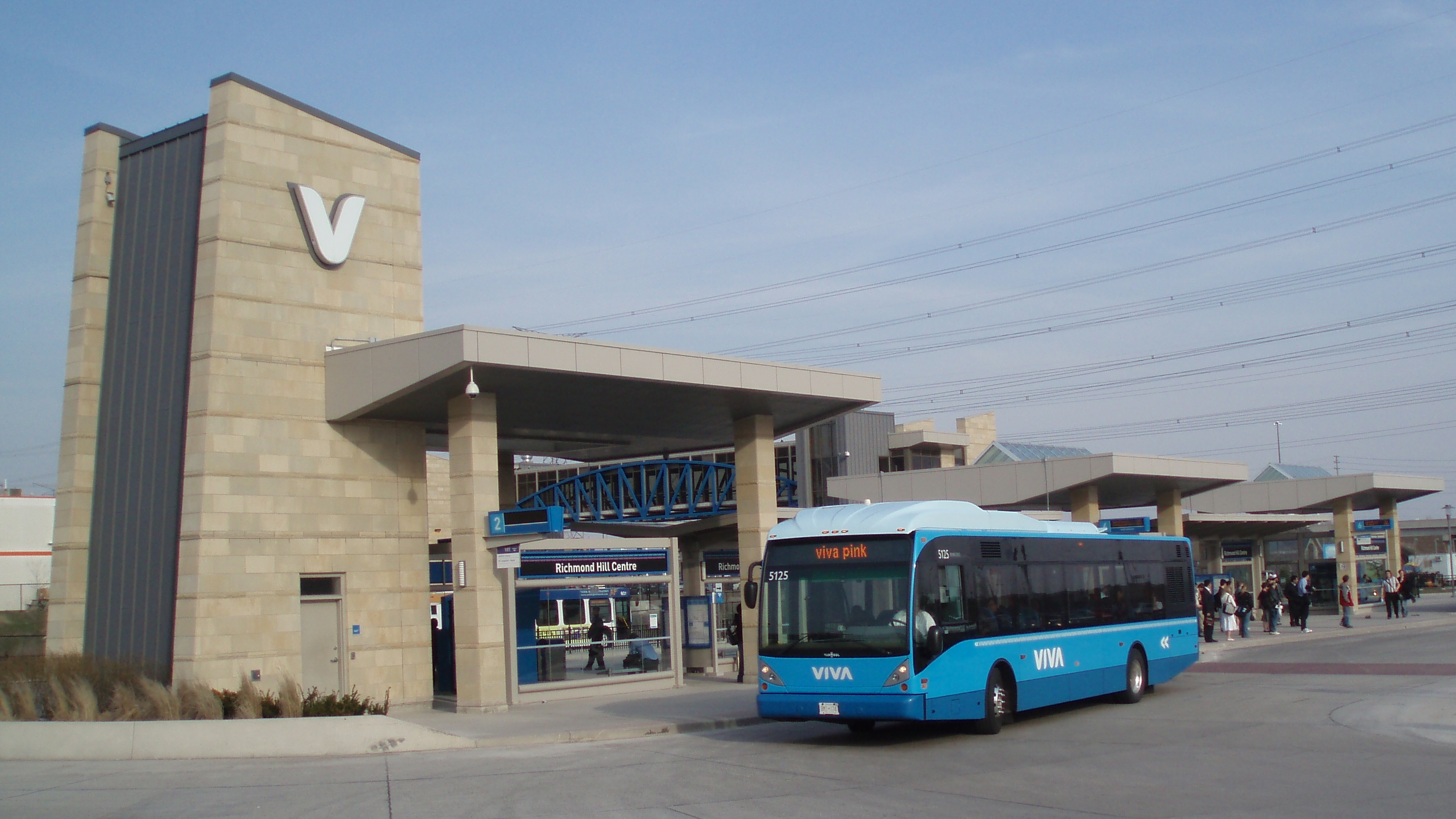
리치먼드 힐 역에 정차해있는 비바 버스

비바(Viva)는 토론토 북부와 토론토 교통국의 지하철 역을 연결하는 캐나다 온타리오주 요크 지방자치구의 급행 버스 체계이다. 비바는 요크 지역 교통의 자회사이다.
비바는 요크 지역 교통 (York Region Transit, YRT)의 급행 버스의 브랜드 이름으로, YRT의 공영-사립 연대 (P3, Public-Private Partnership) 컨소시엄의 일환으로 만들어졌다. 요크 지역 당국은 이 모든 요금과 서비스 체계를 관리한다. 비바는 승객들이 요크 지역을 편리하게 다닐 수 있도록 기존 요크 지역 교통의 버스와 통합하여 하나의 시스템으로 운영한다.
비바는 2005년 9월 4일 운행을 시작하였고 공식적으로 같은 해 9월 6일에 개통하였다. 2단계 구간은 2005년 10월 16일에, 3단계 구간은 같은 해 11월 20일에 개통하였다. 1단계 네 번째 구간은 2006년 1월 2일에 개통하였다(코넬 연장은 4단계의 두 번째 연장이다).

## 개요

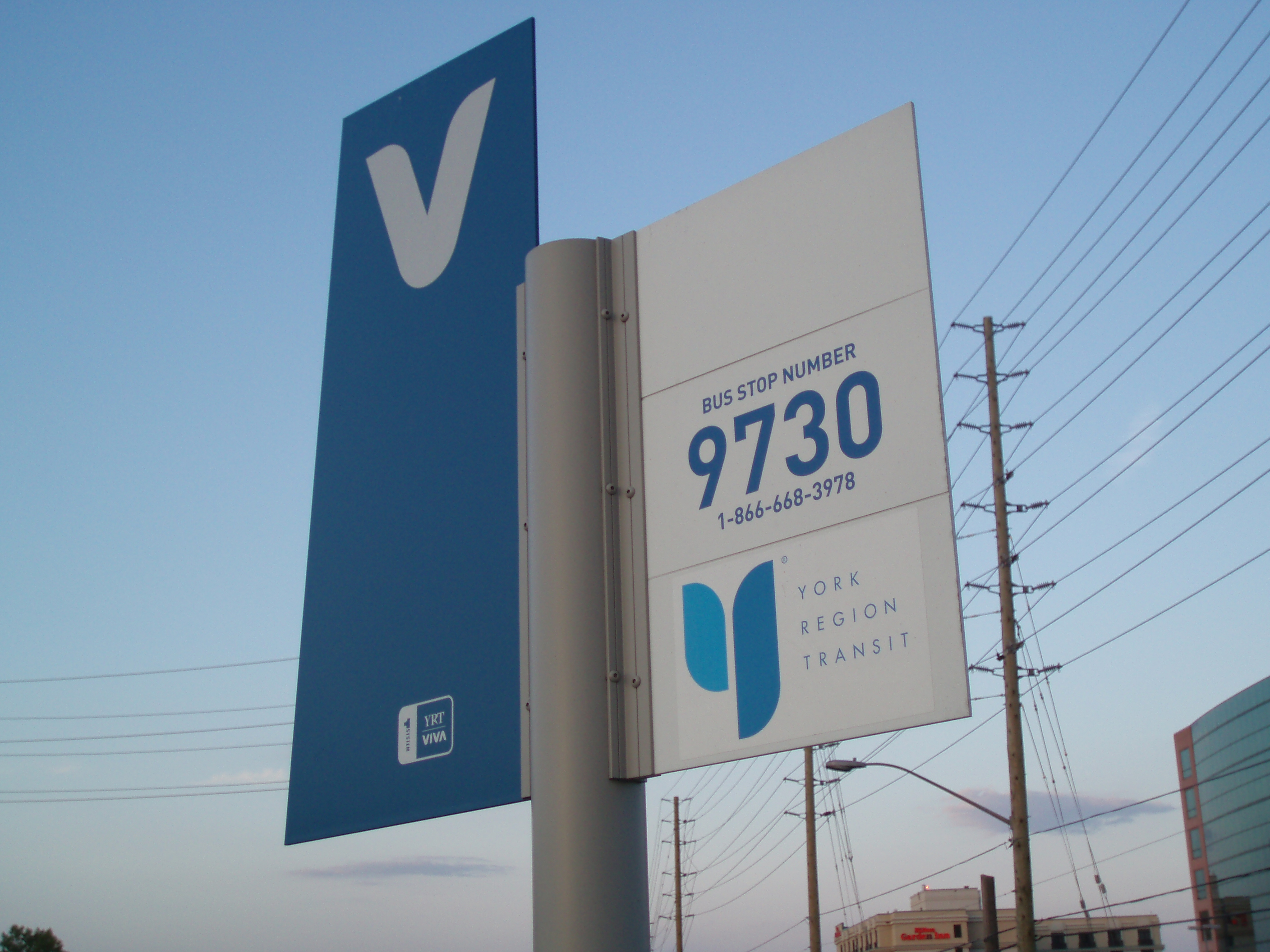
넥스트 버스 홈페이지에 들어가면, 승객들은 버스 도착 예정 시각 또는 YRT 노선 안내 등을 받을 수 있다.

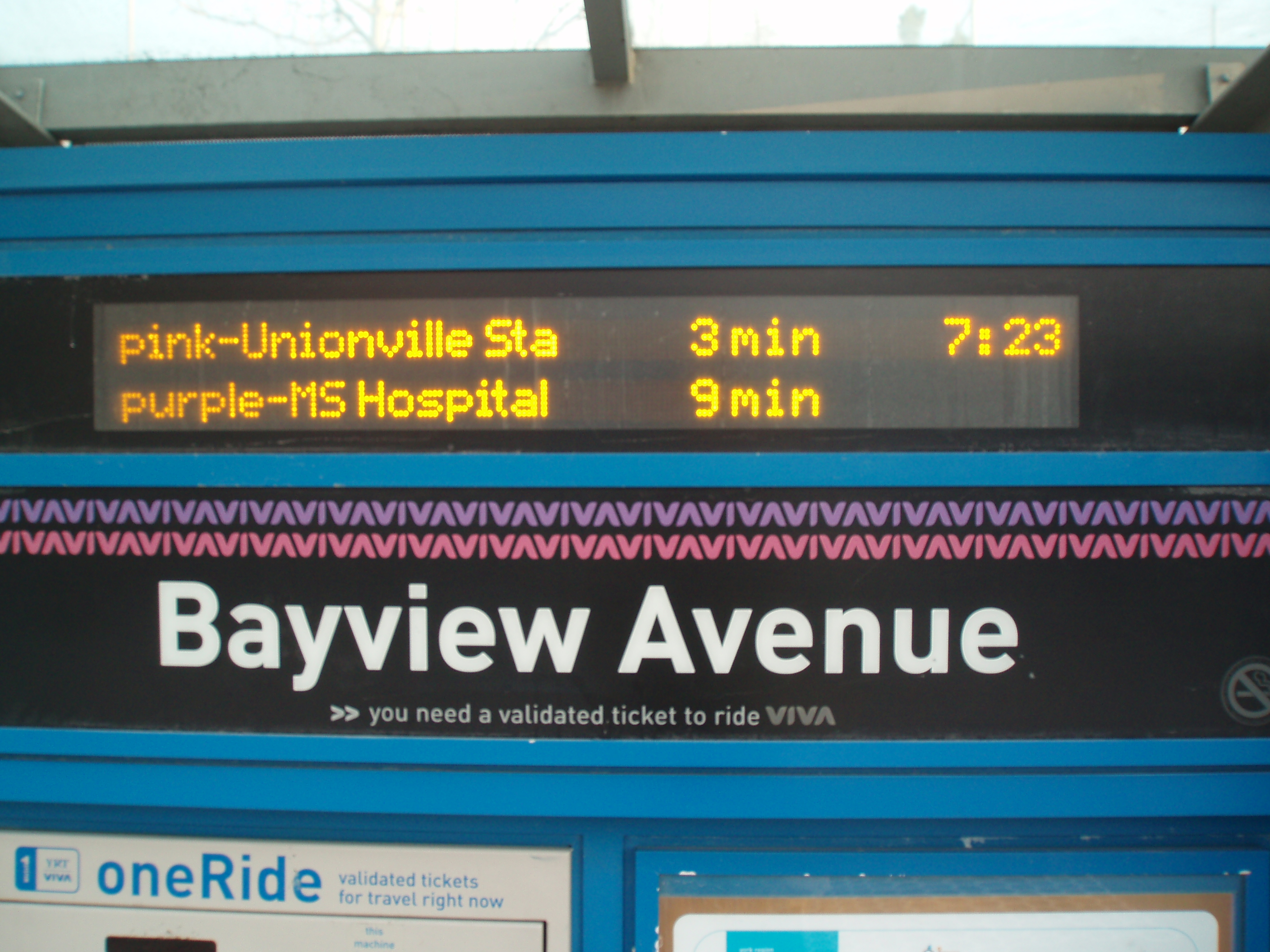
비바의 비바스마트 디스플레이는 실제 버스 도착 예정 시간을 알려준다.

비바는 요크 지역의 도로 혼잡을 완화하기 위한 급행 노선의 첫 번째 단계로, 두 번째 단계는 비바넥스트(VivaNext)이다.
비바는 벨기에의 반 훌(Van Hool)사에서 만든 버스인 '광역 급행 차량(Rapid Transit Vehicles, RTVs)'을 사용하며, 비바 블루와, 퍼플 노선에는 굴절버스를 운행하기도 한다. 비바는 매일 운행하며, 평일에는 아침 5시 30분부터 밤 12시까지, 토요일에는 6시 30분부터 밤 12시까지, 일요일은 오전 8시부터 밤 12시까지 운행한다. 러시 아워(오전 6시 30분 - 9시, 오후 4시 - 6시 30분)에는 배차 간격이 3분에서 10분, 평상시에는 15분 미만의 배차 간격으로 운행한다.
비바는 요크 지역에서 운행하며, 요크BRT (베올레아 교통의 자회사)에서 운영하고 있다.
각 노선의 정류장은 '비바스테이션'(Vivastations)으로 불리며, 각 정류장에는 티켓 자동 판매기와, 티켓 인식기(요금은 빠른 탑승 시간을 위하여 지불 증명(Proof-of-payment, POP) 형식으로 되어있다)가 있으며, '스마트' 전광판은 다음 버스가 오는 시간을 표시한다. 대부분의 비바스테이션은 파란색이지만, 영 스트리트의 몇몇 정류장은 독특한 '비바빈티지(Vivavintage)'라 불리는 청동 디자인으로 이곳이 역사적 지역임을 말해준다. 그리고 손힐, 리치먼드 힐, 오로라 지역같은 소규모 지역은 미니어처 '비바마이크로(Vivamicro)' 정류장을 설치할 예정이다. 요크 대학교의 캠퍼스에 있는 비바스테이션은 학교 표지판 지침을 따르기 위해 빨간색으로 도색되어있다.
비바 노선은 토론토 교통국의 영-유니버시티-스파다이나 선과 셰퍼드 선, 그리고 몇몇 토론토의 버스 노선과 연계된다. 비바는 YRT의 통합된 버스 네트워크로, 승객들은 비바 버스와 일반 버스를 둘 다 타는 데 요금을 한 번만 낼 수 있다. 그러나 비바는 고 트랜싯(GO Transit)의 열차와 연계되어있지 않은데, 요크 지역의 14개 고 트랜싯 역 중 오직 한 역만 비바와 연계가 가능하다.
2005년 3월 31일, 요크 지역 당국 회의에서, 비바의 향후 5년간의 운영은 코넥스 캐나다(비올라 교통)가 맡기로 하였으며, 계약금은 112,496,870 달러로, 부가가치세가 포함된 가격이다.

## 노선
| 노선        | 개통일 | 종점             | 종점               | 역 개수 | 운행 시간* | 비고 | 환승편                                                            |
| ----------- | --- | ---------------- | ------------------ | ------- | ---------- | --- | ----------------------------------------------------------------- |
| 비바 블루   | 2005년 9월 4일 (핀치 - 버나드) 2005년 11월 20일 (버나드 - 뉴마켓)                                                               | 핀치             | 뉴마켓             | 24      | 52         | 상시 운행, 요금 지역 변경의 경우 추가 요금이 필요함, 일부 버스는 버나드까지 운행, 출퇴근 시간에 리치먼드힐 센터 통과하는 비바 블루 A노선 운행                                       | YRT, TTC (지하철, 버스), GO, 비바 퍼플, 비바 핑크                 |
| 비바 퍼플   | 2005년 9월 4일 (요크 대학교 - 타운 센터) 2005년 10월 16일 (엔터프라이즈 - 매코원) 2008년 1월 27일 (매코원 - 마컴-스토우빌 병원) | 요크 대학교      | 마캄-스토우빌 병원 | 23      | 61         | 상시 운행 | YRT, TTC (버스), GO, 비바 오렌지, 비바 블루, 비바 핑크, 비바 그린 |
| 비바 오렌지 | 2005년 10월 16일 | 마르틴 그로브 역 | 다운즈뷰 역        | 12      | 30         | 상시 운행, 스틸즈 애비뉴 남쪽 승객도 승하차 가능, 요크 대학교 남쪽은 러시 아워에만 운행(오전 6시 30분 - 9시 30분, 오후 3시 30분 - 7시)하며, 파인 벨리 평일 오후 7시까지만 운행한다. | YRT, TTC (버스, 지하철), 비바 퍼플                                |
| 비바 핑크   | 2006년 1월 2일 | 핀치             | 유니온빌           | 18      | 43         | 러시 아워에만 운행(오전 6시 30분 - 9시 30분, 오후 3시 30분 - 7시) | YRT, TTC (버스, 지하철), GO, 비바 블루, 비바 퍼플, 비바 그린      |
| 비바 그린   | 2005년 10월 16일 (돈 밀스 to 14번가) November 20, 2005 (워든 to 맥코완)                                                         | 돈 밀스          | 맥코완             | 11      | 39         | 러시 아워에만 운행(오전 6시 30분 - 9시 30분, 오후 3시 30분 - 7시), 스틸즈 애비뉴 남쪽에서 남행 승차 및 북행 하차 불가                                                               | YRT, TTC (버스, 지하철), 비바 퍼플, 비바 핑크                     |

* 소요 시간은 날씨와 교통량에 따라 달라질 수 있으며, 위 소요시간은 YRT 홈페이지를 참조함.
비바가 토론토 시에서 운행을 할 권한이 없음의 따라, 비바 버스는 스틸즈 애비뉴 남쪽으로 갈 때 승객들을 태우지 않으며, 북쪽으로 갈 때 승객들을 하차시키지 않는다. 그러나, 2010년 3월 1일 기준 YRT / 비바 노선도에 따르면, 비바 오렌지는 토론토 요크 대학교와 다운즈뷰 역 사이를 운행하며, 토론토는 버스 노선을 대체하여 TTC 196번 요크 대학교 로켓으로 바꾸었다. 이 지도는 비바 오렌지가 핀치 애비뉴 북쪽과 W. R. 알렌 로드 남쪽에 있는 전기 버스 도로를 경유하여 다운즈뷰 역으로 오는 노선으로 바뀔 것임을 보여주고 있다. 킬-핀치에 있는 비바스테이션이 이후 근처에 신설되는 머레이 로스 비바스테이션으로 대체함으로 인해 이번 노선 개편이 진행되었다. 이번 노선 개편은 또한 더퍼린 스트리트와 핀치 애비뉴의 교차로에 '더퍼린-핀치' 비바스테이션을 하나 더 세우는 게 포함되어 있으며, 비바 오렌지는 이번 공사가 진행되는 동안 노선의 변경이 있지는 않을 것으로 보인다.
요크 대학교로 가는 TTC 승객들은 트랜스퍼(환승 표)를 제시하면 요금을 별도로 내지 않아도 된다. 그러나, 요크 대학교에서 트랜스퍼 또는 자유 이용권(메트로 패스) 없이 남쪽으로 가는 TTC 고객들은 비바 오렌지를 타기 위해 별도로 티켓을 구매하여야 한다. 이런 구조는 TTC의 196번 요크 대학교 로켓의 포화를 막기 위한 것으로써, 잘 이용하지 않는 YRT 오렌지 노선을 활용하기 위함이다(TTC는 YRT에 TTC 승객을 태우기 위해 한 사람당 49센트를 지불하며 지금은 TTC가 196번 버스를 요크 대학교에서 태우기 위해 한 사람당 97센트를 지불한다).
2009년에는, YRT/비바 버스 시간표를 구글 트랜싯에서도 볼 수 있게 되었다. 여정 계획, 우회, 요금 정보가 인터넷으로 제공이 된다.

## 주요 터미널 위치
2005년 여름, 비바 서비스를 제공할 새로운 승강장과 편의 시설을 제공하기 위해 리모델링을 하였다. 비바의 주요 터미널과 정류장은 다음과 같다.
- 핀치 역 - TTC 핀치 역의 북쪽에 있다. 엘리베이터와 의자가 비치되어 있다.
- 뉴마켓 터미널 - 데이비스 드라이브에 있는 어퍼 캐나다 몰 반대편에 있다. 이글 스트리트 웨스트와 맞닿아있다.
- 리치먼드 힐 센터 - 영 스트리트에 있으며, 7번 고속도로와 맞닿아있다. 이 곳에서 고 트랜싯의 랭스태프 역으로 건너갈 수 있다.
- 프로미너드 터미널 - 본에 위치한 센터 스트리트의 프로미너드 쇼핑 센터 북쪽에 있다. 배서스트 스트리트와 맞닿아있다.
- 버나드 - 버나드에 위치한 영 스트리트의 쇼핑몰 동쪽에 있다. 엘진 밀스 로드의 북쪽에 있다.
- 요크 대학교
- 돈 밀스 역 - TTC의 균일 요금 지역 바깥에 있으며 페어뷰 몰이 근처에 있다. 셰퍼드 애비뉴 북쪽에 있다.
- 다운즈뷰 역 - TTC 균일 요금 지역 바깥에 있으며 셰퍼드 애비뉴 웨스트에 있으며 알렌 로드와 맞닿아있다.
- 유니언빌 역 - 마캄, 유니언빌에 위치한 407번 고속도로 케네디 로드 램프에 맞닿아있다.

### 개통 예정 터미널
코넬 터미널은 2007년 7월에 개장하려고 하였으나 개장이 무기한 연기되었다. 이 터미널은 마캄에 위치한 스토우빌 병원 근처에 지어지려고 하였다.
우튼 웨이와 메인 스트리트 마캄 비바스테이션이 비바 퍼플 선의 정류장으로 영업중이지만, 이후에 코넬까지의 비바 접속 구간을 연장하여 그린 선으로 운행할 예정이다.